# Aleksander Małecki (historyk)
Aleksander Małecki – polski historyk, dr hab. nauk humanistycznych, profesor nadzwyczajny Instytutu Historii Wydziału Historii Uniwersytetu im. Adama Mickiewicza w Poznaniu.

## Życiorys
3 czerwca 1996 obronił pracę doktorską Warsztat badawczy Inki Garcilaso de la Vegi w jego 'Komentarzach prawdziwych' na tle historiografii renesansowej, 16 czerwca 2014 habilitował się na podstawie pracy. Otrzymał nominację profesorską. Został zatrudniony na stanowisku adiunkta w Instytucie Historii na Wydziale Historii Uniwersytetu im. Adama Mickiewicza.
Objął funkcję profesora nadzwyczajnego w Instytucie Historii na Wydziale Historii Uniwersytetu im. Adama Mickiewicza w Poznaniu.